# Gun Olhagen
Ebba Gunborg (Gun) Olhagen, född Gentele 6 december 1923, död 5 mars 2016 i Stockholm, var en svensk programpresentatör och programledare i Sveriges radio. 6 juli 1960 var hon sommarvärd i P1. 

## Biografi
Olhagen föddes 1923 som dotter till direktör Herman Gentele och Karin Carlsson.
Olhagen bedrev akademiska studier och blev fil. kand. I nästan tio år var Olhagen anställd vid Sveriges radio, bland annat vid dess utlandsprogram. Hon var också återkommande i redaktionen för program såsom Samvetsfrågan, bland annat tillsammans med Eva Seeberg. Tillsammans med Arne Weise och Arne Wallbom ledde hon även Stråket i P1, en "träffpunkt för ungdomar". 1959 lämnade hon sin tjänst på Sveriges radio för att frilansa som programpresentatör samt ta hand om familjen.
Som skådespelare, huvudsakligen som röst, medverkade hon bland annat i husmorsfilmer vårarna mellan 1957 och 1969.
1955 gifte sig Olhagen, då Gentele, med Folke Olhagen.
Olhagen var sommarvärd i P1 6 juli 1960. Hennes make Folke Olhagen var sommarvärd i samma program 10 augusti 1965. De är begravda på Skogskyrkogården i Stockholm.